# Віндермерія
Віндермерія (лат. Windermeria) — викопний організм едіакарського періоду. Відомий по єдиному екземпляру скам'янілостей, знайденому в Канаді, на Північно-Західних територіях. Розміри 16,4 на 7,9 мм. Витягнуте овальне тіло, розділене на вісім приблизно рівних за розміром поперечних сегментів. Уздовж тіла, перетинаючи сегменти, проходить борозна.
Дещо нагадує дикінсонію. Імовірно, належить до тієї ж родини дикінсоніїди. В такому випадку віндермерія — єдиний представник родини, знайдений за межами Австралії та Східної Європи.